# Okubo Tetsuya
Ōkubo Tetsuya (大久保 哲哉 Ōkubo Tetsuya, sinh ngày 9 tháng 3 năm 1980 ở Yokosuka, Kanagawa) là một cầu thủ bóng đá người Nhật Bản hiện tại thi đấu cho Thespakusatsu Gunma.

## Sự nghiệp
Được biết đến với biệt danh 'Jumbo' do kích thước quá khổ, anh thường thi đấu ở vị trí tiền đạo hút đối phương, chủ yếu các bàn thắng là bằng đầu. Anh nổi tiếng với người hâm mộ và đồng đội, và đã từng tổ chức một chương trình phát thanh khi còn ở câu lạc bộ cũ Avispa Fukuoka.

## Thống kê sự nghiệp câu lạc bộ
Cập nhật đến ngày 23 tháng 2 năm 2018.
| Thành tích câu lạc bộ | Thành tích câu lạc bộ | Thành tích câu lạc bộ | Giải vô địch | Giải vô địch | Cúp                   | Cúp                   | Cúp Liên đoàn | Cúp Liên đoàn | Tổng cộng | Tổng cộng |
| Mùa giải              | Câu lạc bộ            | Giải vô địch          | Số trận      | Bàn thắng    | Số trận               | Bàn thắng             | Số trận       | Bàn thắng     | Số trận   | Bàn thắng |
| Nhật Bản              | Nhật Bản              | Nhật Bản              | Giải vô địch | Giải vô địch | Cúp Hoàng đế Nhật Bản | Cúp Hoàng đế Nhật Bản | Cúp Liên đoàn | Cúp Liên đoàn | Tổng cộng | Tổng cộng |
| --------------------- | --------------------- | --------------------- | ------------ | ------------ | --------------------- | --------------------- | ------------- | ------------- | --------- | --------- |
| 2003                  | Yokohama FC           | J2 League             | 20           | 3            | 1                     | 0                     | -             | -             | 21        | 3         |
| 2004                  | Yokohama FC           | J2 League             | 17           | 1            | 0                     | 0                     | -             | -             | 17        | 1         |
| 2005                  | Sagawa Express        | JFL                   | 23           | 9            | 3                     | 3                     | -             | -             | 26        | 12        |
| 2006                  | Sagawa Express        | JFL                   | 32           | 26           | -                     | -                     | -             | -             | 32        | 26        |
| 2007                  | Kashiwa Reysol        | J1 League             | 2            | 0            | 0                     | 0                     | 0             | 0             | 2         | 0         |
| 2008                  | Avispa Fukuoka        | J2 League             | 41           | 14           | 1                     | 0                     | -             | -             | 42        | 14        |
| 2009                  | Avispa Fukuoka        | J2 League             | 48           | 16           | 1                     | 0                     | -             | -             | 49        | 16        |
| 2010                  | Avispa Fukuoka        | J2 League             | 36           | 9            | 4                     | 1                     | -             | -             | 40        | 10        |
| 2011                  | Montedio Yamagata     | J1 League             | 20           | 4            | 1                     | 0                     | 1             | 0             | 22        | 4         |
| 2012                  | Yokohama FC           | J2 League             | 42           | 12           | 2                     | 0                     | -             | -             | 44        | 12        |
| 2013                  | Yokohama FC           | J2 League             | 27           | 12           | 1                     | 0                     | -             | -             | 28        | 12        |
| 2014                  | Tochigi SC            | J2 League             | 36           | 9            | 1                     | 0                     | -             | -             | 37        | 9         |
| 2015                  | Yokohama FC           | J2 League             | 42           | 7            | 2                     | 0                     | -             | -             | 44        | 7         |
| 2016                  | Yokohama FC           | J2 League             | 39           | 6            | 3                     | 1                     | -             | -             | 42        | 7         |
| 2017                  | Yokohama FC           | J2 League             | 22           | 5            | 1                     | 0                     | -             | -             | 23        | 5         |
| Tổng cộng sự nghiệp   | Tổng cộng sự nghiệp   | Tổng cộng sự nghiệp   | 447          | 133          | 21                    | 5                     | 1             | 0             | 469       | 134       |